# ホンダモビリティランド
ホンダモビリティランド株式会社（Honda Mobilityland Corporation）は、本田技研工業傘下のモータースポーツ施設運営会社。2022年3月1日に商号を「株式会社モビリティランド（MOBILITYLAND CORPORATION）」から変更。

## 概要
これまでの鈴鹿サーキットランドとツインリンクもてぎが2006年6月1日に対等合併して発足した会社（法手続き上は鈴鹿サーキットランドが存続会社）で、これにより鈴鹿サーキット、ツインリンクもてぎの2か所の国内有数のサーキット・総合レジャー施設を運営する会社となる。また、100%出資の子会社として、人材派遣会社の株式会社ホンダスタッフィングサービスを持ち、ホンダグループ内外に事業を拡げている。
新会社ではホンダグループにおけるサーキット関連事業を強化するとともに、これまで培った経験・ノウハウを元に、これら2施設の運営を通じ、自動車・バイクなどのモビリティ文化や、モータースポーツ、安全運転の普及など一連の活動のさらなる発展に寄与していくとしている。

## 沿革

### 株式会社鈴鹿サーキットランド
- 1961年2月1日 - 東京都中央区京橋に株式会社モータースポーツランド設立
- 1961年10月 - 東京都日野市に自動車を主体とした遊園地「多摩テック」を開業
- 1962年6月 - 商号を株式会社テクニランドに変更
- 1962年9月 - 三重県鈴鹿市に日本初となる本格的国際レーシングコース「鈴鹿サーキット」が完成、開業
- 1963年1月 - 鈴鹿サーキットに第1期自動車遊園地「モートピア」完成、営業開始
- 1963年11月 - ロードレース世界選手権第1回日本グランプリロードレース大会開催
- 1964年7月 - 埼玉県朝霞市に「朝霞テック」を開業（1972年閉鎖）
- 1968年4月 - 商号を株式会社ホンダランドに変更
- 1978年7月 - 鈴鹿8時間耐久ロードレース初開催
- 1986年10月 - 国内旅行業およびその附帯事業開始
- 1987年3月 - FIMロードレース世界選手権・日本グランプリを開催
- 1987年6月 - 商号を株式会社鈴鹿サーキットランドに変更、本店を三重県鈴鹿市に移転
- 1987年11月 - FIAF1世界選手権・日本グランプリ初開催
- 1992年4月 -  鈴鹿サーキットにレーシングスクール（SRS）を開校
- 1994年12月 - 鈴鹿サーキットに天然温泉「クア・ガーデン」オープン
- 1995年3月 - 鈴鹿サーキットホテル、政府登録ホテルとして認可
- 1997年1月 - 子会社としてサーキットサービスクリエイツ株式会社を設立
- 1997年5月 - 鈴鹿サーキットに「フラワープラザ」オープン
- 1997年9月 - 多摩テックに天然温泉「クア・ガーデン」オープン
- 2000年5月 - 本社東京事務所を三重県鈴鹿市へ移転
- 2000年7月 - 鈴鹿サーキット・モートピアに「コチラちゃんのプッチタウン」オープン
- 2002年3月 - 多摩テックに「コチラちゃんのプッチタウン」オープン
- 2006年3月 - 本田技研工業が株式を100%取得し、完全子会社化

### 株式会社ツインリンクもてぎ
- 1991年2月1日 - 東京都港区南青山に株式会社ホンダモビリティーワールドを設立
- 1994年1月 - 商号を株式会社ツインリンクもてぎに変更
- 1997年4月 - 本社を東京都中央区八重洲に移転
- 1997年8月 - 栃木県茂木町に日本初のオーバルコース・ロードコース併設サーキット「ツインリンクもてぎ」が完成、開業。
- 1998年3月
  - スーパースピードウェイ（オーバルコース）でCART初開催
  - ホンダの歴史の全てを展示した自動車博物館「Honda Collection Hall」、自動車文化体験施設「ファンファンラボ」開設
- 1998年10月 - アエロバティックス日本グランプリ開催
- 1999年4月 - FIMロードレース世界選手権初開催
- 2000年7月 - 環境コミュニケーションを主題にした、キャンプ場等の自然環境施設「ハローウッズ」オープン
- 2003年3月 - 「モビリティアイランド プッチタウン」オープン
- 2003年4月 - インディ・レーシング・リーグ初開催
- 2005年3月 - 「モビリティアイランド カートランド」オープン

### ホンダモビリティランド株式会社
- 2005年12月19日 - 鈴鹿サーキットランドとツインリンクもてぎの合併を発表
- 2006年6月1日 - 鈴鹿サーキットランドがツインリンクもてぎを合併し、商号を株式会社モビリティランドに変更。本社を三重県鈴鹿市に、本店を東京都中央区に置く
- 2009年9月30日 - 多摩テックを閉園
- 2015年4月 - サーキットサービスクリエイツ株式会社の商号を株式会社ホンダスタッフィングサービスに変更
- 2015年12月 - 本店を東京都港区に移転
- 2016年5月9日 - 台湾・高雄市の大魯閣草衙道に「鈴鹿サーキットパーク」をオープン
- 2020年8月 - 本店を三重県鈴鹿市へ移転
- 2022年3月1日 - 商号を「ホンダモビリティランド株式会社」へ変更[2]。また、同日を以てツインリンクもてぎの事業所名を「モビリティリゾートもてぎ」へと変更。